# Marko Tredup
Marko Tredup (Kelet-Berlin, Német Demokratikus Köztársaság, 1974. május 15. –) német labdarúgóhátvéd, a VfL Osnabrück II segédedzője.